# Gerhard Reiweger
Gerhard Reiweger (* 10. Oktober 1952 in Wien) ist ein österreichischer Diplomat. Er war von 2010 bis 2014 der österreichische Botschafter in Bulgarien und von Oktober 2014 bis Oktober 2017 österreichischer Botschafter in Rumänien.

## Leben
Gerhard Reiweger besuchte bis 1971 das Stiftsgymnasium Admont und absolvierte danach seinen Präsenzdienst. Ein Studium der Germanistik und Anglistik an der Universität Wien schloss er 1978 mit einem Magister ab. Im Anschluss war er von 1979 bis 1983 AHS-Lehrer am Bundesgymnasium Wien 14.
Er ist verheiratet und hat zwei Kinder.

## Diplomatischer Werdegang
Von 1983 bis 1985 besuchte Gerhard Reiweger die Diplomatische Akademie Wien, deren stellvertretender Direktor er von 1997 bis 2009 war. Seinen ersten Einsatz im österreichischen Bundesministerium für auswärtige Angelegenheiten (BMaA) hatte er von 1985 bis 1987 als Referent in den Sektionen Politik und Auslandskultur. Während dieser Zeit machte er ein sechsmonatiges Praktikum als Attaché an der österreichischen Botschaft in Marokko. An der Botschaft in Washington, D.C. war er von 1987 bis 1992 Botschaftsrat für Wirtschafts- und Finanzfragen, danach bis 1995 stellvertretender Missionschef der Botschaft in Stockholm. Von 1995 bis 1997 war er stellvertretender Leiter der Abteilung für internationale Zusammenarbeit im Außenministerium. 
Seine erste Berufung als Botschafter hatte er 2010. Als Nachfolger von Klaus Fabjan wurde er der österreichische Botschafter in Sofia. Zum 1. Oktober 2014 wurde er dort von Roland Hauser ersetzt. Seit dem 21. Oktober 2014 war Gerhard Reiweger als Nachfolger von Michael Schwarzinger Botschafter in Bukarest. Von November 2014 bis zur Eröffnung der ersten österreichischen Botschaft dort im Juli 2016 war Botschafter Reiweger mitakkreditiert in der Republik Moldau. Seine Nachfolgerin als Botschafter in Rumänien wurde 2017 Isabel Rauscher.

## Veröffentlichungen
- als Herausgeber: Public Diplomacy. Diplomatische Akademie Wien, Wien 2004, ISBN 3-902021-38-1.